# Marcos Sanz
Marcos Sanz Agüero (n. 1947) es un sociólogo y político español del Partido Socialista Obrero Español. Diputado en las primeras legislaturas de la Asamblea de Madrid, y concejal del Ayuntamiento de Madrid entre 2011 y 2015, también ejerció entre 1991 y 1995 de director de Telemadrid.

## Biografía
Nació en Valladolid en 1947, doctor en Filosofía en la UCM En las dos primeras legislaturas de la Asamblea de Madrid ejerció de portavoz del grupo parlamentario socialista.
En la iv legislatura de las Cortes Generales, entre 1989 y 1991, fue senador designado por la Asamblea de Madrid. Posteriormente pasó a ejercer de director general de Telemadrid entre 1991 y 1995. Durante la quinta legislatura de la cámara autonómica ejerció de secretario segundo de la Mesa de la cámara.
Hombre de confianza y mano derecha de Jaime Lissavetzky, en 2009 fue nombrado por este director del gabinete del secretario de Estado para el Deporte, y, en 2011, fue incluido en la lista del PSOE encabezada por Lissavetzky para las elecciones municipales de 2011 en Madrid; fue uno de los pocos perfiles de confianza para Lissavetzky que Tomás Gómez, secretario general del Partido Socialista de Madrid, dejó entrar en la lista en un primer momento.

## Obras
- — (1975). La sexualidad española. Una aproximación sociológica. Madrid: Ediciones Paulinas.[9]
- — (1976). Antonio Maura. Madrid: Círculo de Amigos de la Historia.[10]
- — (1976). Manuel Azaña. Madrid: Círculo de Amigos de la Historia.[11]
- — (1978). Los Visigodos. Madrid: Círculo de Amigos de la Historia.[12]